# Hemilissopsis clenchi
Hemilissopsis clenchi is een keversoort uit de familie boktorren (Cerambycidae). De wetenschappelijke naam van de soort is voor het eerst geldig gepubliceerd in 1959 door Lane.